# Mauatua
Mauatua (* um 1760–62 auf Tahiti; † 19. September 1841 auf Pitcairn), alias Isabella, war die tahitianische Gefährtin des britischen Seefahrers Fletcher Christian, dem Anführer der Meuterer auf dem Handelsschiff HMS Bounty. In seiner Begleitung war sie 1790 eine der zwölf polynesischen Frauen, die an der Besiedelung der Insel Pitcairn teilnahmen und eine der Stammmütter ihrer Bevölkerung wurde.

## Leben
Mauatua wurde zu einem unbekannten Zeitpunkt auf Tahiti geboren. Im hohen Alter konnte sie sich gut an die Ankunft der Seefahrer Samuel Wallis 1767 und James Cook 1770 erinnern, die sie als Kind erlebt habe. Ihr Namenssuffix -atua (für die Götter) verweist auf eine Abstammung aus der elitären Klasse der tahitianischen Stammesgesellschaft. Am 25. Oktober 1788 ging in der Matavai-Bucht die HMS Bounty unter dem Kommando von Lt. William Bligh vor Anker. Offenbar wurde Mauatua schon in den Monaten des Aufenthalts ihrer Besatzung auf der Insel die Gefährtin des Maats und ersten Offiziers Fletcher Christian. Dessen Bruder Edward Christian behauptete später in seinem Anhang zu den Gerichtsprotokollen, dass sein Bruder zu keiner Zeit auf Tahiti ein Verhältnis mit einer Einheimischen geführt habe. In seiner Erwiderung darauf führte Bligh eidesstattliche Aussagen von Joseph Coleman und Lawrence Lebogue an, die Christian auf Tahiti regelmäßig im Umgang mit einem Mädchen gesehen hätten, das ihm auch auf Tubuai gefolgt sei. Edward Lamb, ein ehemaliger Kamerad auf der Britannia, führte an, dass Christian schon auf Jamaika mit einem leichtsinnigen Umgang gegenüber dem anderen Geschlecht auffiel.
Am 4. April 1789 stach die Bounty wieder in See, nur um am darauffolgenden 6. Juni wieder vor Tahiti zu erscheinen. Zuvor hatte auf ihr die berühmte Meuterei unter der Führung von Fletcher Christian stattgefunden, worauf die Meuterer die Kontrolle über das Schiff übernehmend nach Tahiti zurückgesegelt waren. Mauatua gehörte zu jenen zehn tahitianischen Frauen, die hier am 16. Juni 1789 an Bord der Bounty gegangen waren, um die Meuterer bei ihrem ersten Siedlungsversuch auf Tubuai zu begleiten. In der Erzählung von Teehuteatuaenoa tritt sie hier erstmals namentlich in Erscheinung, als sie Kenntnis von der Konspiration eines Tahitianers mit den Einheimischen zu einem Überraschungsangriff auf die zahlenmäßig unterlegenen britischen Fremden zur Erbeutung ihres Schiffes erhalten haben soll. Sie verriet Christian den Zeitpunkt des Angriffes, nicht aber den daran beteiligten Tahitianer, wohl um eine drohende Spaltung ihrer Landsleute mit den Briten zu vermeiden. So vorgewarnt konnten die Meuterer den Angriff abwehren, den Siedlungsversuch gaben sie aber auf und kehrten nach Tahiti zurück. Diese Erzählung deckt sich allerdings nicht mit dem Bericht von James Morrison, der eine Gefährtin von Christian nicht erwähnt. Am Tag der Rückkehr nach Tahiti am 22. September 1789 ist Mauatua wohl an Bord geblieben und ging somit noch am Abend desselben Tages mit der Bounty wieder in See, nachdem Christian und acht weitere Meuterer die Ankertaue gekappt hatten. Ihr Ziel war die Suche nach einer unbewohnten Insel, wo sie sich vor der zu erwartenden Verfolgung durch die britische Marine verstecken konnten. Als zwei Tage später vor Moorea (Eimeo) einige der Frauen von Bord gingen, weil sie von der Fahrtaufnahme überrascht wurden, ist Mauatua wie elf andere Frauen mit einem Kind und sechs Tahitianern wohl freiwillig an Bord geblieben.
Nach einer viermonatigen Seereise erreichte die Bounty die unbewohnte Insel Pitcairn, vor der sie nach wenigen Tagen Liegezeit am 23. Januar 1790 abgebrannt wurde. Wie fast alle anderen Frauen erscheint Mauatua von da an nur noch indirekt in den Erzählungen. Im Oktober desselben Jahres gebar sie den ersten gebürtigen Pitcairner Thursday October Christian, bald darauf folgte ein zweiter Sohn. Am Tag des Massakers an den Meuterern, den 20. September 1793, war sie ein drittes Mal schwanger. Fletcher Christian wurde an diesem Tag als zweiter der Meuterer von den vier zurückgebliebenen Tahitianern erschossen. Seinen Aufschrei deutete der ahnungslose Isaac Martin als ein Mittagsruf von Mauatua, die er mit dem Spitznamen „Mainmast“ bezeichnete, unter dem sie noch 1838 bekannt war. Nachdem am 3. Oktober 1793 alle Tahitianer-Männer von den vier überlebenden Meuterern unter Mithilfe der Frauen getötet waren, gebar sie postum eine Tochter. Danach wurde Mauatua eine Gefährtin von Edward Young, den sie offenbar mit Toofaiti in einer polygamen Beziehung teilte. Sie gebar ihm vier weitere Kinder. Die erste Gefährtin von Young, Teraura („Susannah“), wurde später ihre Schwiegertochter.
1. Thursday October Christian (* Oktober 1790 auf Pitcairn, † 21. April 1831 auf Tahiti); ⚭ mit Teraura (* ca. 1775 auf Tahiti, † 15. Juli 1850 auf Pitcairn)
2. Charles Christian I (* ~1791–92 auf Pitcairn, † 4. Januar 1842 auf Pitcairn); ⚭ mit Sarah (* März 1789 auf Tahiti, † 7. März 1826 auf Pitcairn)
3. Mary Anne Christian (* 1793 auf Pitcairn, † 2. Januar 1866 auf Norfolk)
4. Edward Young jr. (* ~1794–99 auf Pitcairn, † 6. November 1831 auf Pitcairn); ⚭ mit Polly Christian (* 1813 auf Pitcairn, † 16. Mai 1831 auf Tahiti)
5. Dorothea „Dolly“ Young (* 1794–99 auf Pitcairn, † 23. April 1863 auf Norfolk); ⚭ 10. Februar 1824 mit John Buffett (* 16. Juli 1797 in Bristol, † 5. Mai 1891 auf Norfolk)
6. Polly Young (* ~1794–99 auf Pitcairn, † 17. Dezember 1843 auf Pitcairn); ⚭ mit George Adams (* 1804 auf Pitcairn, † 29. Oktober 1873 auf Norfolk)
7. James Young (* 1798 auf Pitcairn, † 1805 auf Pitcairn)

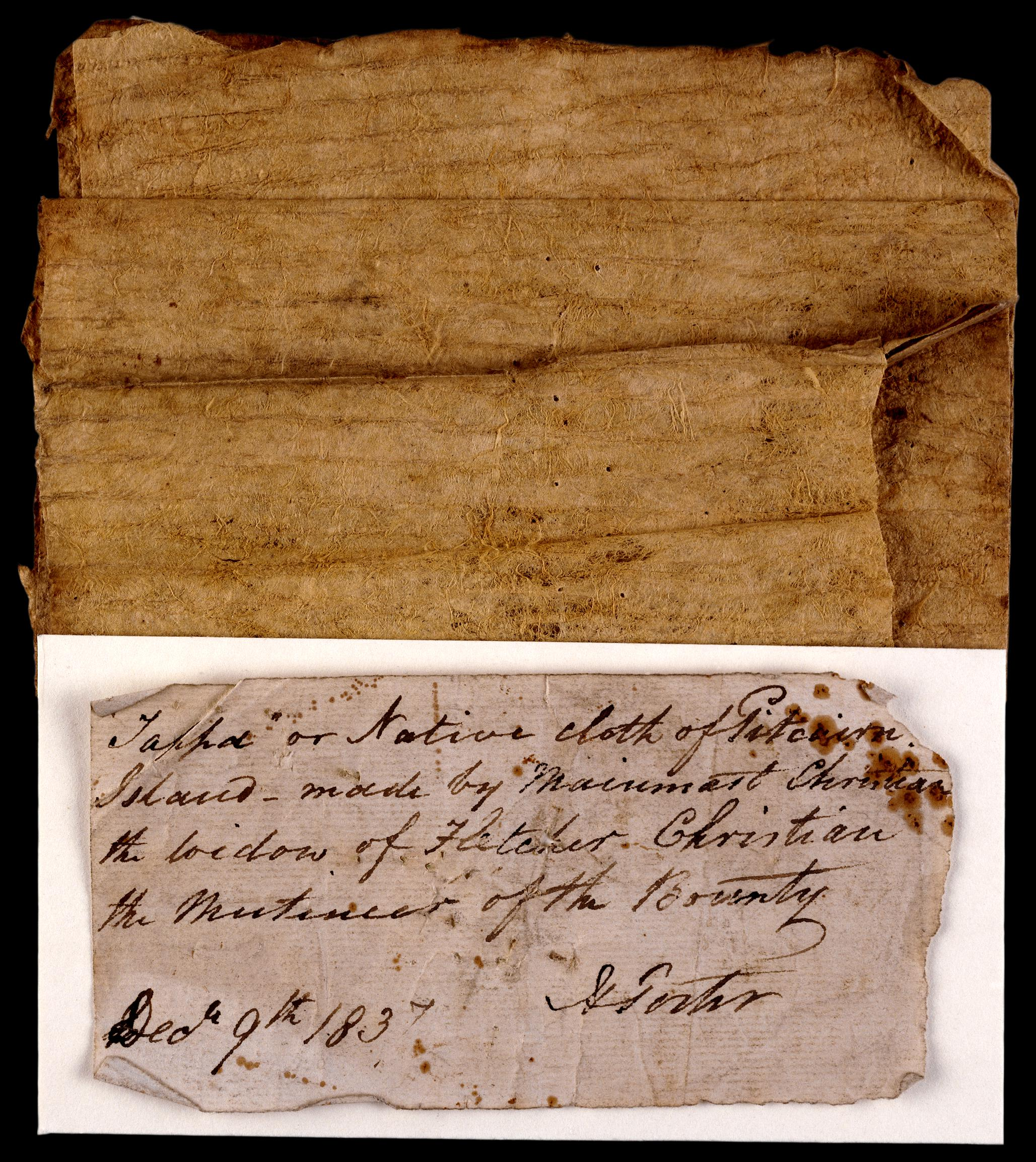
Tapa or Native cloth of Pitcairn Island made by Mainmast Christian the widow of Fletcher Christian the Mutineer of the Bounty, Dec. 9th 1837. – Mauatua verschickte diesen Stoff auf der HMS Imogene, die den Diktator Joshua Hill von der Insel deportierte.

In den folgenden Jahrzehnten erscheint Mauatua nicht mehr in den Erzählungen. Von dem letzten überlebenden Meuterer Alexander Smith („John Adams“) wurde sie gegenüber Mayhew Folger 1808 und Thomas Staines und Philip Pipon 1814 sogar verleugnet, denen gegenüber er behauptete, die Gefährtin Christians sei bereits verstorben. Sie und die auf ihnen folgenden Seefahrer, welche die Insel in den nachfolgenden Jahren anfuhren, bemerkten zwar die anwesenden polynesischen Frauen der Meuterer, haben diese aber wohl nie als Quelle zur Information wahrgenommen. In ihren Reiseberichten berücksichtigten sie allein die Erzählungen von Smith/Adams. Selbst Teehuteatuaenoa behauptete 1824 gegenüber Otto von Kotzebue, dass die Gefährtin von Christian bei der Geburt ihres ersten Kindes verstorben sei. Und auch der junge Daniel McCoy behauptete dies 1814 an Deck der HMS Briton gegenüber Kapitän Staines, obwohl Thursday October Christian damals direkt neben ihm stand. Es ist also nicht auszuschließen, dass diese Verleugnung von Mauatua beabsichtigt war, um als Gefährtin eines berüchtigten Meuterers nicht die Aufmerksamkeit möglicher Verfolger auf sich zuziehen. Der britische Walfänger Henry King notierte 1830 in seiner angestellten Volkszählung wenigstens die europäischen Alias-Namen der noch lebenden Frauen, die ihnen noch von den Meuterern gegeben wurden.
Mauatua erlebte 1831 die Evakuierung der Einwohner von Pitcairn auf ihre Heimatinsel Tahiti. Die vier noch lebenden Frauen der Originalsiedler sollen hier noch lebende Bekannte wiedergesehen haben, eine von ihnen auch eine Schwester. Doch die Umsiedelung endete in einer Katastrophe, nachdem unter den nicht immunisierten Pitcairnern die Influenza ausbrach, der siebzehn Angehörige erlagen. Unter den Opfern waren zwei Söhne und fünf Enkel von Mauatua. Noch im selben Jahr wurde die gesamte Gemeinde zurück nach Pitcairn transportiert.
Danach waren Mauatua und ihre Schwiegertochter Teraura die letzten noch lebenden Originalsiedler von Pitcairn. Das weckte das Interesse des Schiffsarztes des Walfängers Tuscan, Frederick Debell Bennett, der 1833 ihre Bekanntschaft machte, in der Zeit der Diktatur von Joshua Hill. Von ihm wurde sie als alte mit weißen Haaren, aber mental und körperlich aktive Frau beschrieben. Er bemerkte ihre kreativen Fertigkeiten bei der Herstellung traditioneller polynesischer Kleiderstoffe (Tapa). Beide Frauen haben in diesen Jahren mit dem Export mehrerer Bahnen von Tapa nach Großbritannien begonnen, von denen einige heute als Exponate in Museen zu sehen sind.
Ihr letztes Tapa gab Mauatua am 20. August 1841 der nach England abreisenden HMS Curaçoa (Capt. Jenkin Jones) auf den Weg, als Geschenk an die Witwe von Peter Heywood († 1831). Wahrscheinlich war sie schon zu dieser Zeit gesundheitlich geschwächt, nachdem seit einem Jahr die Influenza auf Pitcairn grassierte, an deren Spätfolgen sie am 19. September 1841 als Vorletzte der Originalsiedler starb. John Buffett schätzte, dass sie über achtzig Jahre alt wurde.

## Fiktionale Darstellung
- In the Wake of the Bounty (1933), dargestellt von Patricia Penman (als Isabella)
- Meuterei auf der Bounty (1935), dargestellt von Mamo Clark (als Maimiti)
- Meuterei auf der Bounty (1962), dargestellt von Tarita Teriipaia (als Maimiti)
- Die Bounty (1984), dargestellt von Tevaite Vernette (als Mauatua)

## Erlebnisberichte
- King, Henry, Extract from the Journal of Captain Henry King of the Elizabeth. In: Edinburgh Philosophical Journal, Vol. III (1820), S. 380–388.
- Kotzebue, Otto v., Neue Reise um die Welt in den Jahren 1823, 24, 25 und 26. 2 Bände, Weimar 1830.
- Bennett, Frederick D., Narrative of a whaling voyage round the globe, from the year 1833 to 1836. London 1840.
- Buffett, John, A Narrative of 20 years’ Residence on Pitcairn’s Island. In: The Friend, Vol. IV (1846), S. 2–3, 20–21, 27–28, 34–35, 50–51, 66–68.